# Radešínská Svratka
Radešínská Svratka är en ort i Tjeckien. Den ligger i regionen Vysočina, i den centrala delen av landet, 140 km sydost om huvudstaden Prag. Radešínská Svratka ligger 518 meter över havet och antalet invånare är 595.
Terrängen runt Radešínská Svratka är huvudsakligen lite kuperad. Radešínská Svratka ligger nere i en dal.Runt Radešínská Svratka är det ganska tätbefolkat, med 65 invånare per kvadratkilometer. Närmaste större samhälle är Nové Město na Moravě, 5,9 km norr om Radešínská Svratka. Trakten runt Radešínská Svratka består till största delen av jordbruksmark.